# Juan Correa (pintor novohispano)

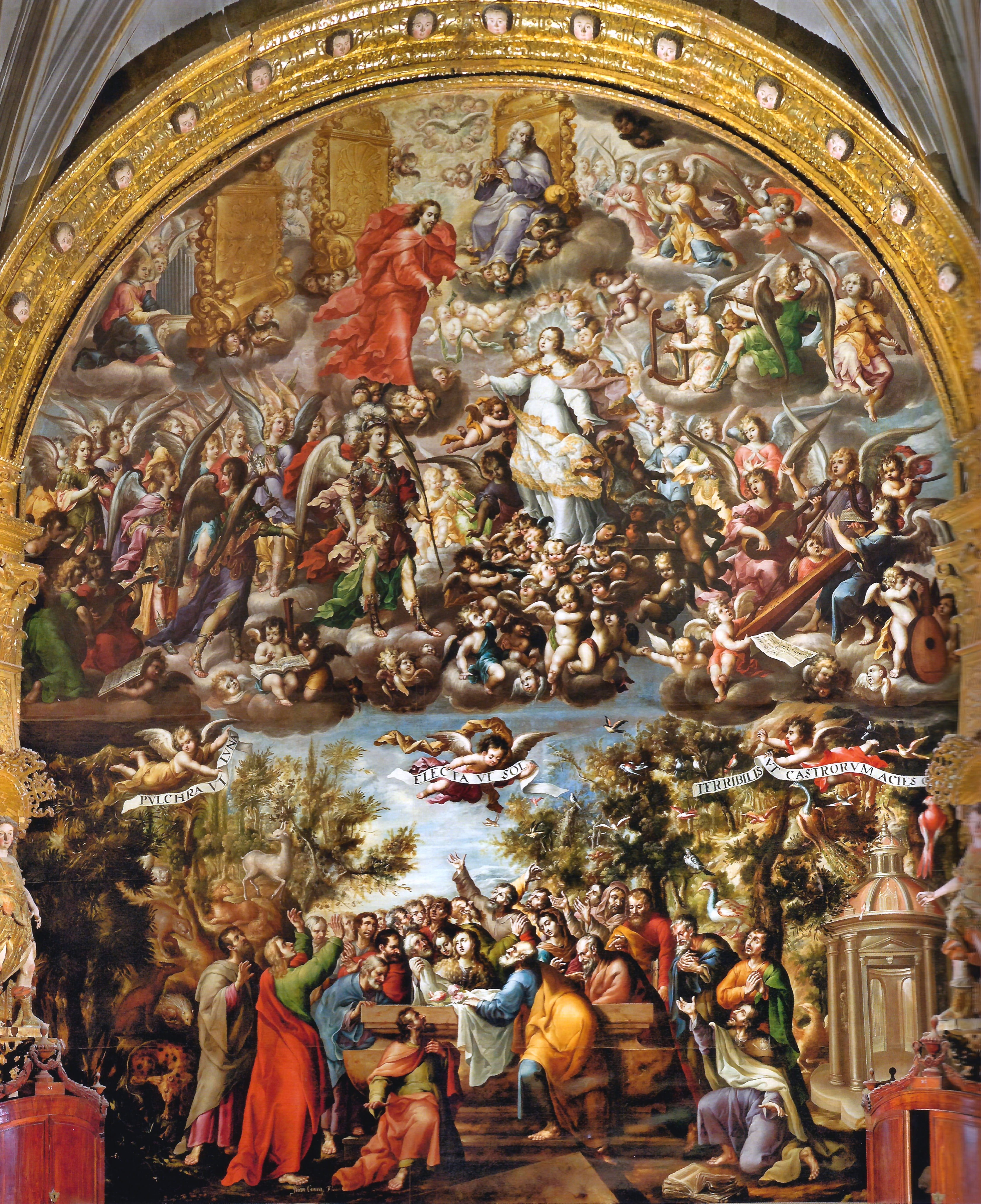
Asunción y Coronación de la Virgen, 1685, Catedral Metropolitana de la Ciudad de México

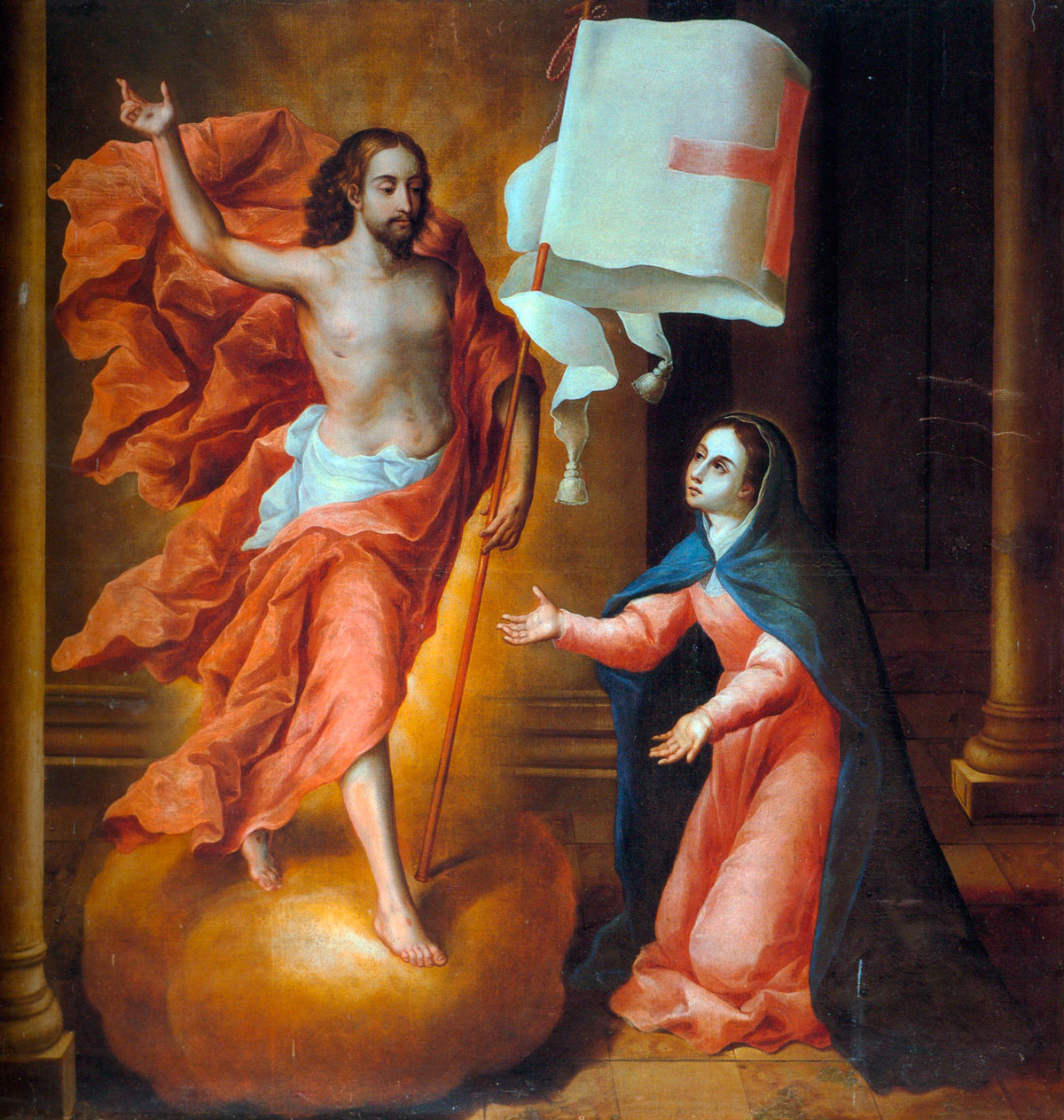
La Pascua de María, 1698, Colección privada.

Juan Correa (México, 1646 - id., 1716) fue un pintor novohispano de origen afrodescendiente. Es considerado una de las figuras principales del barroco de la Nueva España junto a Miguel Cabrera y Cristóbal de Villalpando. Fue hermano del pintor José Correa y tío de Nicolás Correa, así como maestro de José de Ibarra y de Tomás de Sosa.

## Biografía
Nació en 1646, en la Ciudad de México, hijo de Pascuala de Santoyo, una "morena libre", y de Juan Correa, cirujano del Tribunal del Santo Oficio, adjunto de la cátedra de anatomía y autor de la primera disección anatómica realizada con carácter didáctico por la Real y Pontificia Universidad de México.
No se dispone de información sobre su etapa formativa como aprendiz y oficial, aunque algunos estudiosos consideran que pudo ser discípulo del pintor Antonio Rodríguez Beltrán (1635-1692) por las coincidencias que se aprecian en "el trazo, el dibujo y la expresión" de ambos artistas.
En virtud de las nuevas normas de 1687, recibió el título de maestro del gremio de pintores, tras ser examinado por Cristóbal de Villalpando, Juan Sánchez Salmerón y Joseph de Rojas. En 1707 fue electo veedor, encargándose de hacer respetar las normas del gremio y de la evaluación de los aspirantes a maestros. 
Se conservan algunos documentos en los que Correa acompañó su firma con la fórmula Mulato libre, maestro pintor. 

## Obra
Su abundante producción abarcó principalmente temas religiosos y en menor medida profanos. Contó con la asistencia de un taller integrado por varios discípulos y colaboradores. La doctora en historia del arte Elisa Vargaslugo llegó a documentar alrededor de 400 obras firmadas por Juan Correa, concluyendo que en torno a 60 eran exclusivamente de mano del pintor y el resto contaban con intervención de los miembros de su taller en mayor o menor medida.
Se considera que una de sus mejores obras es Asunción y Coronación de la Virgen, pintada en 1685 para la sacristía de la Catedral Metropolitana de la Ciudad de México. Para el mismo espacio también pintó Entrada de Cristo en Jerusalén. Ambas obras completaron la decoración de la sacristía que había sido dejada inacabada por Cristóbal de Villalpando.
También en la Catedral de México, la capilla de los Ángeles posee dos retablos con 18 lienzos relativos a los coros angélicos y a ciertos episodios bíblicos que, estando fechados hacia 1713, se consideran los últimos trabajos realizados por el pintor.
El Templo de San Felipe y Santiago en la alcaldía Azcapotzalco contiene, dentro de la capilla del Rosario, un retablo a Santa Ana firmado por Correa y fechado en 1681.Igualmente en la Ciudad de México, la iglesia de La Profesa exhibe un San Lucas pintando a la Virgen de Santa María Maggiore y un Santo Domingo de su autoría.
En México, sus obras de pintura religiosa también pueden encontrarse en diversas colecciones públicas. El Museo Nacional del Virreinato conserva tres cuadros, Virgen del Apocalipsis, Adán y Eva arrojados del Paraíso y San Nicolás Obispo, que fueron parte del acervo original del colegio jesuita de Tepotzotlán. El MUNAL exhibe Conversión de María Magdalena, que funciona como un díptico sobre el arrepentimiento y la penitencia, junto a El Niño Jesús con ángeles músicos, obra singular por la presencia de ángeles "mulatos" o de "piel quebrada". El Museo Regional de Guadalupe, en Zacatecas, posee el lienzo Nuestra Señora del Patrocinio, que incluye en su esquina inferior izquierda el retrato devocional de una niña donante. El Museo Franz Mayer atesora una Virgen de Valvanera, ilustrando el curioso descubrimiento de esta escultura sacra al interior de un roble.
Correa tuvo una especial devoción por la Virgen de Guadalupe, a la que representó en numerosas ocasiones. Fue el primer pintor autorizado a calcar la imagen original conservada en el Santuario del Tepeyac, según señala Orozco y Berra en su Diccionario Universal de Historia y Geografía:

Hasta el tiempo de Juan Correa el Viejo, ningún pintor había sabido copiar con exactitud y verdad a la Virgen de Guadalupe, cuyas efiigies eran buscadas con empeño por el amor nacional; el tomó los trazos sobre papel aceitado con el mayor esmero, y  desde entonces se reprodujeron las Guadalupanas, sin faltarles ni una estrella, ni uno solo de los rayos. 

Tradicionalmente, se le ha atribuido la autoría de una imagen de la Virgen de Guadalupe que llegó a Roma en 1672 desde Nueva España y es venerada en la Iglesia de San Ildefonso y Santo Tomás de Villanueva de la capital italiana. Sin embargo, en los últimos años, la atribución de esta pintura a Correa ha sido cuestionada. 
Varias de sus obras de tema guadalupano llegaron a España, siendo destacables las imágenes conservadas en la iglesia de San Nicolás de Bari en Sevillay en la iglesia de Santa María Magdalena en Granada, así como la Historia de la aparición de la Virgen de Guadalupe, representada en cinco escenas independientes acompañadas de texto, que formó parte del desaparecido Convento de San Francisco en Valladolid y se custodia en el Museo Nacional de Escultura del mismo municipio.
También en España, el Museo de la Ciudad de Antequera posee una serie poco común de 10 pinturas sobre la vida de la Virgen María firmadas por Correa. 
En materia profana, junto a los retratos, destaca la producción de biombos alegóricos tomando como referencia grabados franceses y flamencos. Del biombo Las cuatro partes del mundo existen dos versiones: una en el Museo Soumaya y otra en el Foro Valparaíso Banamex, antiguo Palacio de los Condes de San Mateo de Valparaiso. Esta última versión incluye en su reverso un tema histórico, el primer encuentro entre Moctezuma y Hernán Cortés, cuya composición sería replicada en el mural cerámico conmemorativo existente en el centro histórico de la Ciudad de México, en el cruce de las calles Pino Suárez y República de El Salvador. Por su parte, el Museo Franz Mayer custodia un biombo incompleto dedicado a Las Artes Liberales y los Elementos.

## Galería

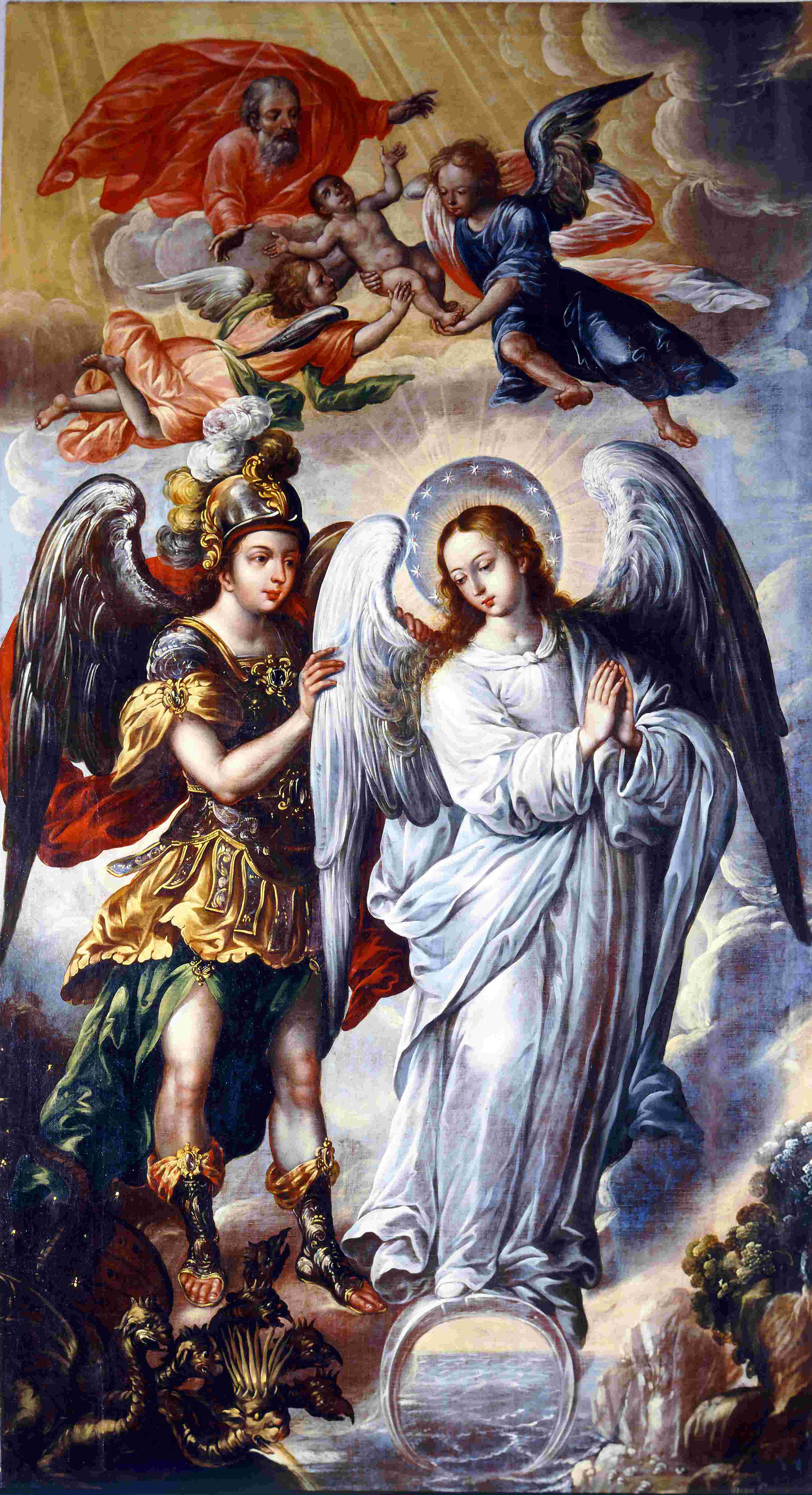
La Virgen del Apocalipsis, Museo Nacional del Virreinato, Tepotzotlán
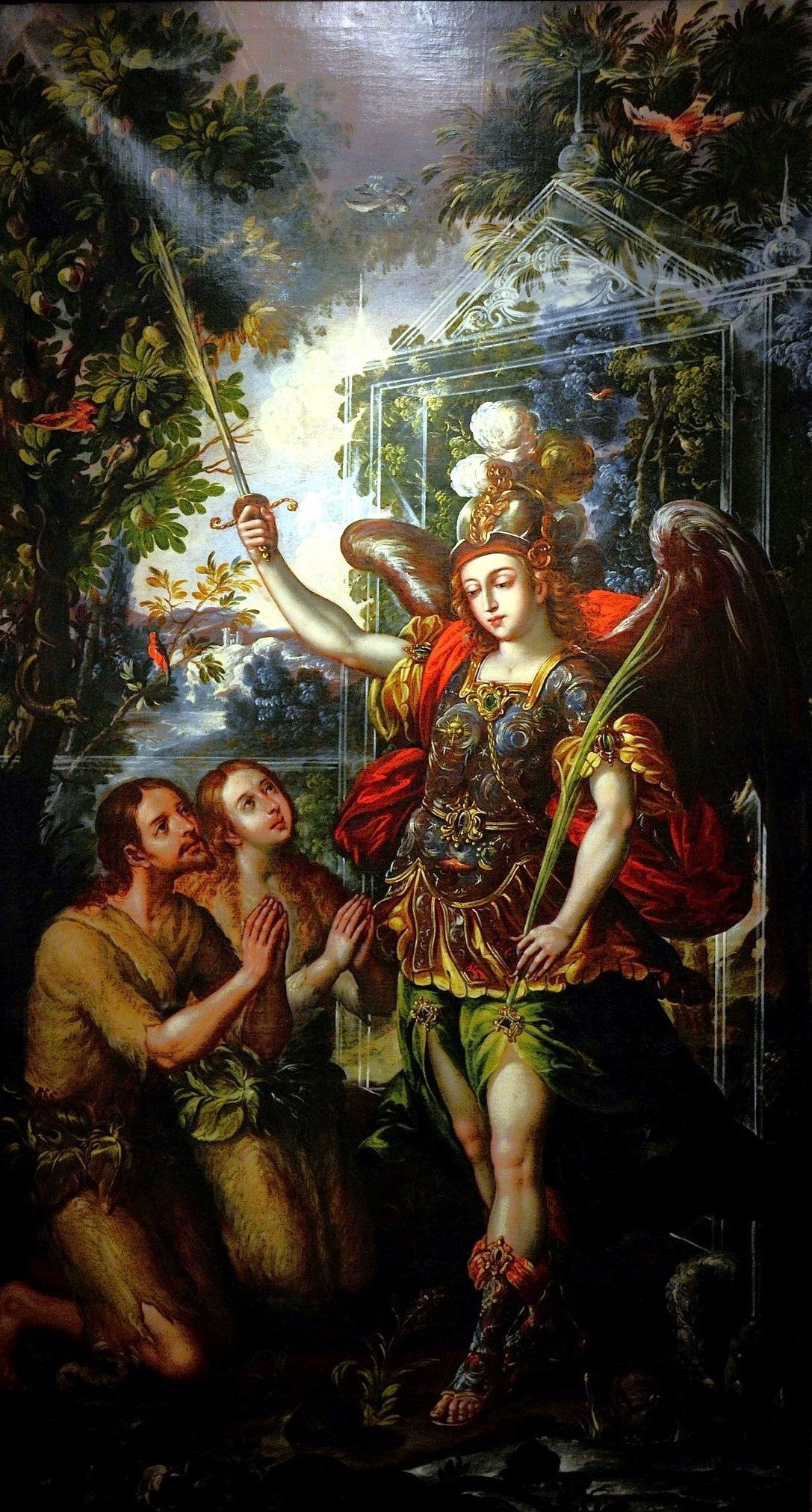
Adán y Eva arrojados del Paraíso, Museo Nacional del Virreinato, Tepotzotlán
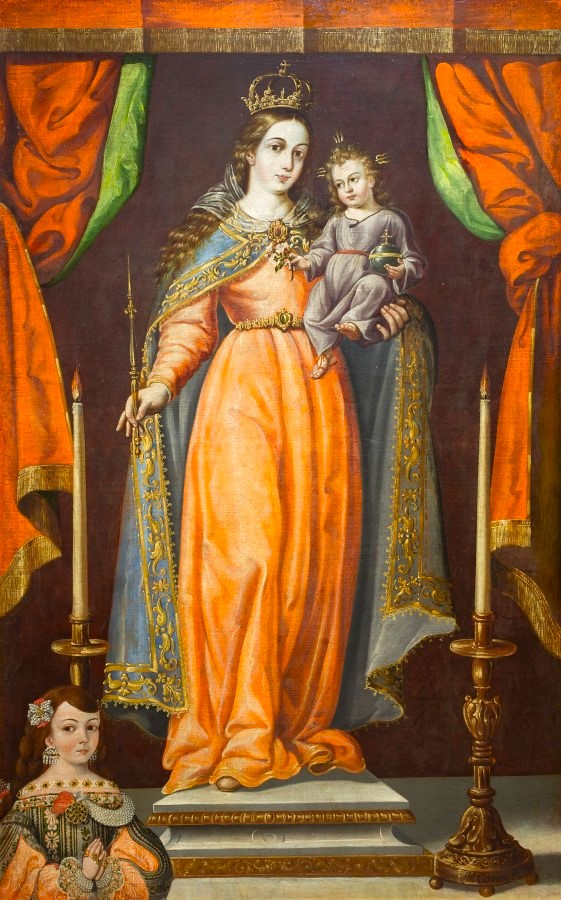
Virgen del Patrocinio, Museo Regional de Guadalupe, Zacatecas
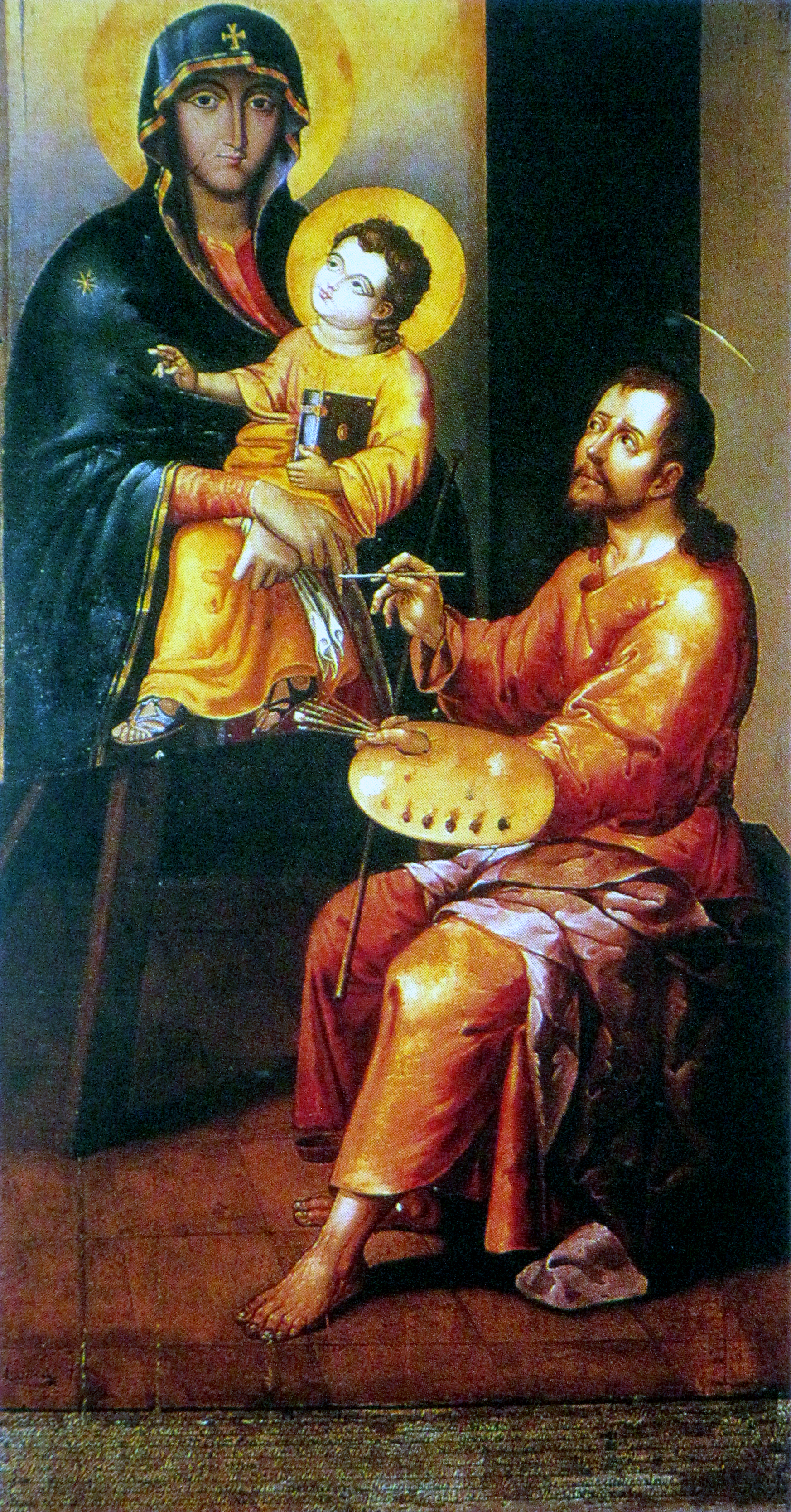
San Lucas pintando a la Virgen de Santa María Maggiore, La Profesa, Ciudad de México
Virgen de Valvanera, Museo Franz Mayer, Ciudad de México
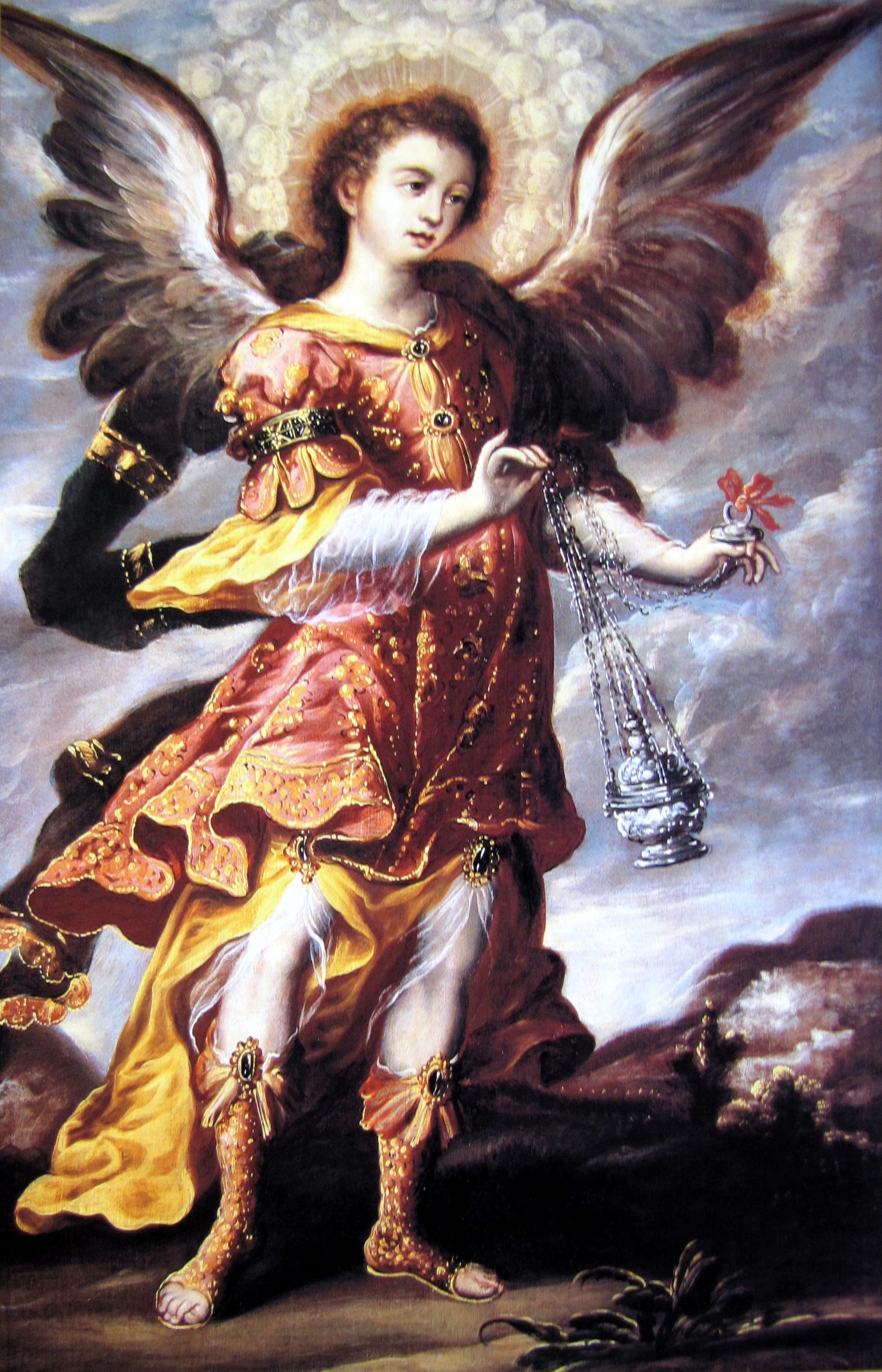
Arcángel Sealtiel, Colección Banamex, Palacio de los Condes de San Mateo de Valparaiso, Ciudad de México
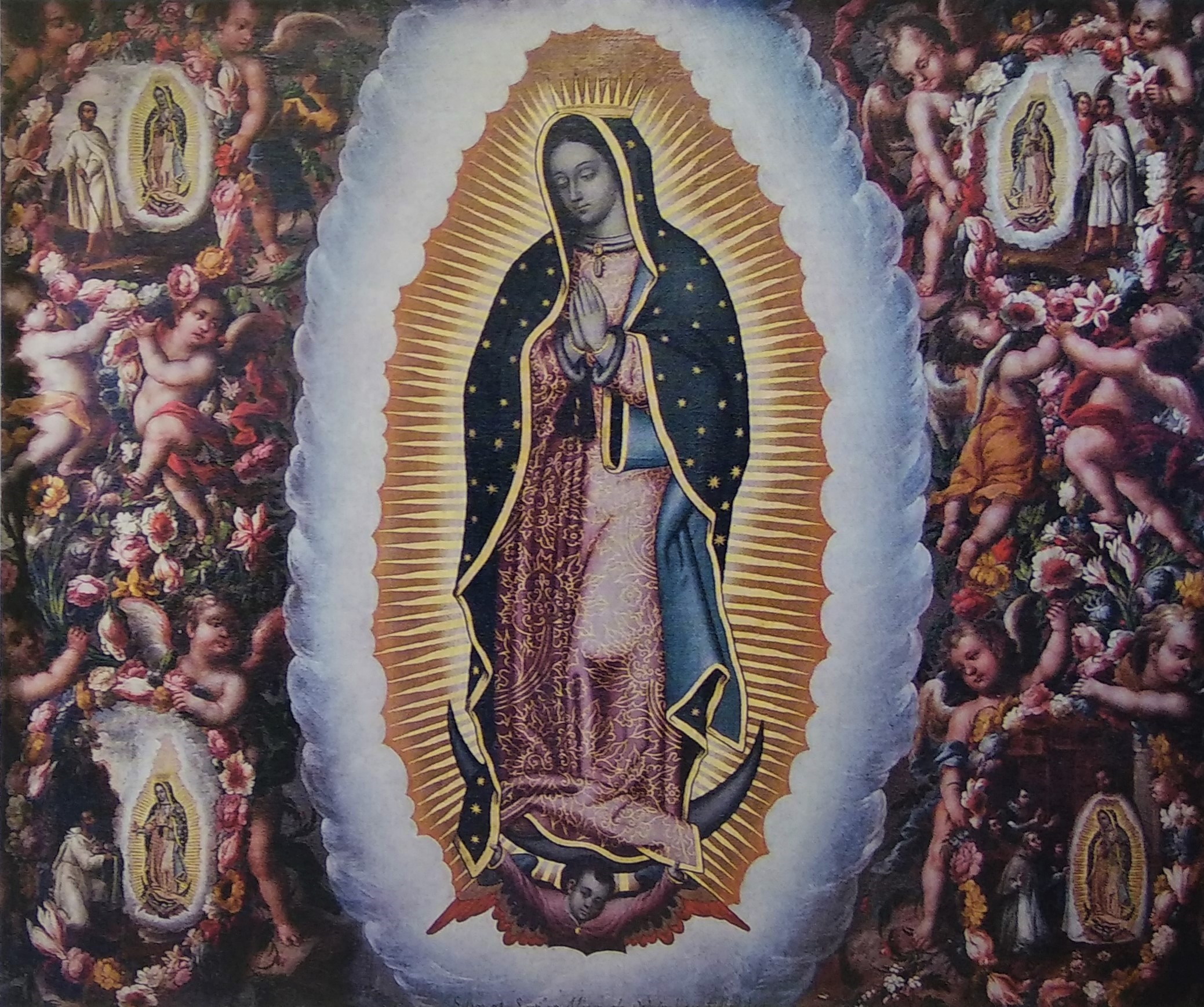
Virgen de Guadalupe, Iglesia de San Nicolás de Bari, Sevilla
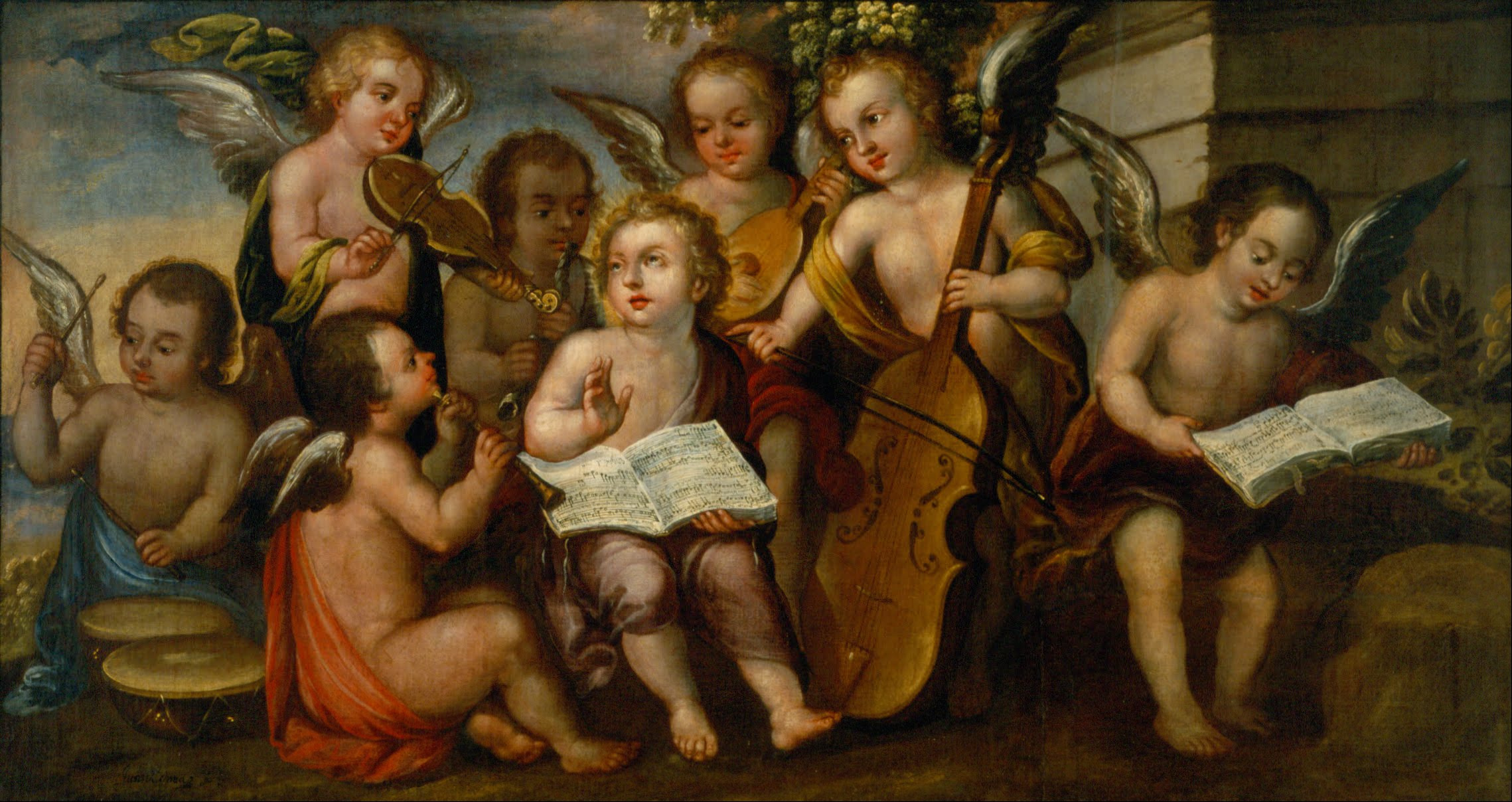
El Niño Jesús con ángeles músicos, Museo Nacional de Arte, Ciudad de México
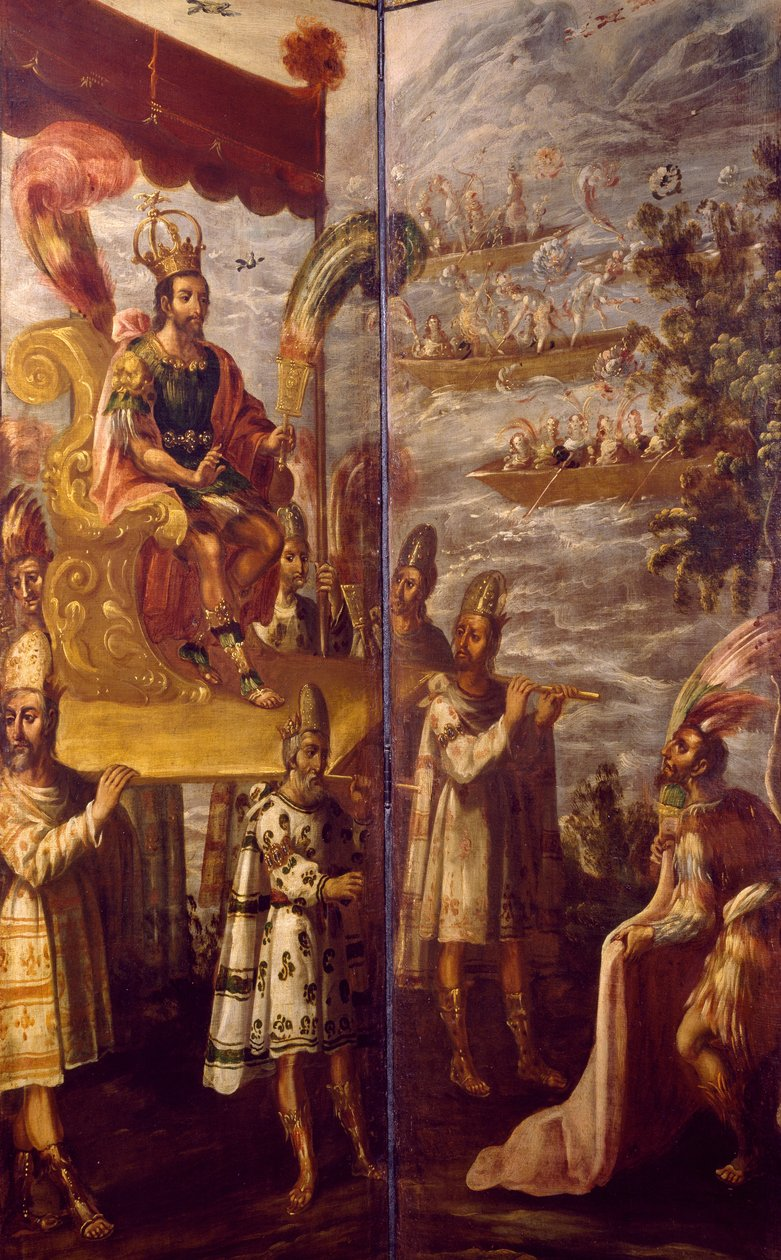
Moctezuma, detalle del biombo Encuentro de Moctezuma y Hernán Cortés, Colección Banamex, Palacio de los Condes de San Mateo de Valparaiso, Ciudad de México
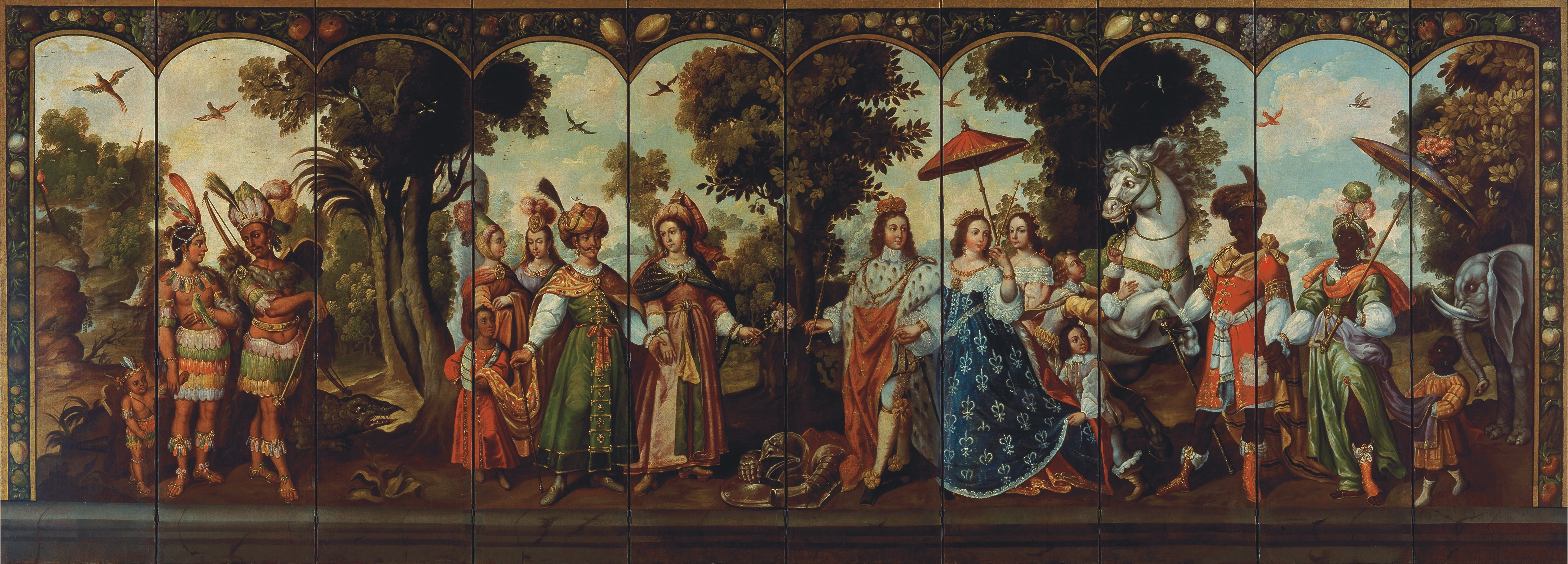
Biombo Las Cuatro Partes del Mundo (América, Asia, Europa y África), Museo Soumaya, Ciudad de México
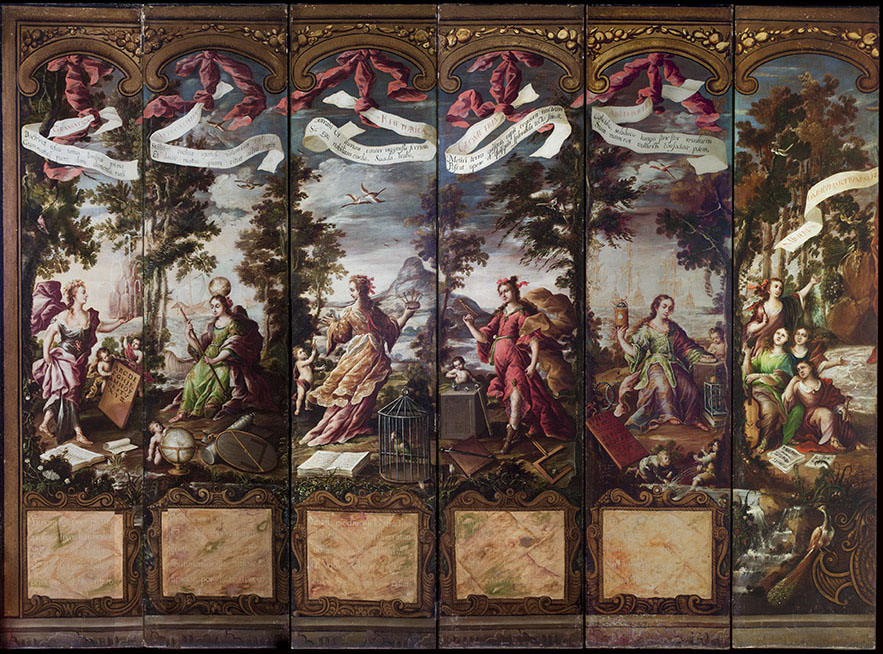
Biombo Las Artes Liberales (Gramática, Astronomía, Retórica, Geometría y Aritmética), Museo Franz Mayer, Ciudad de México
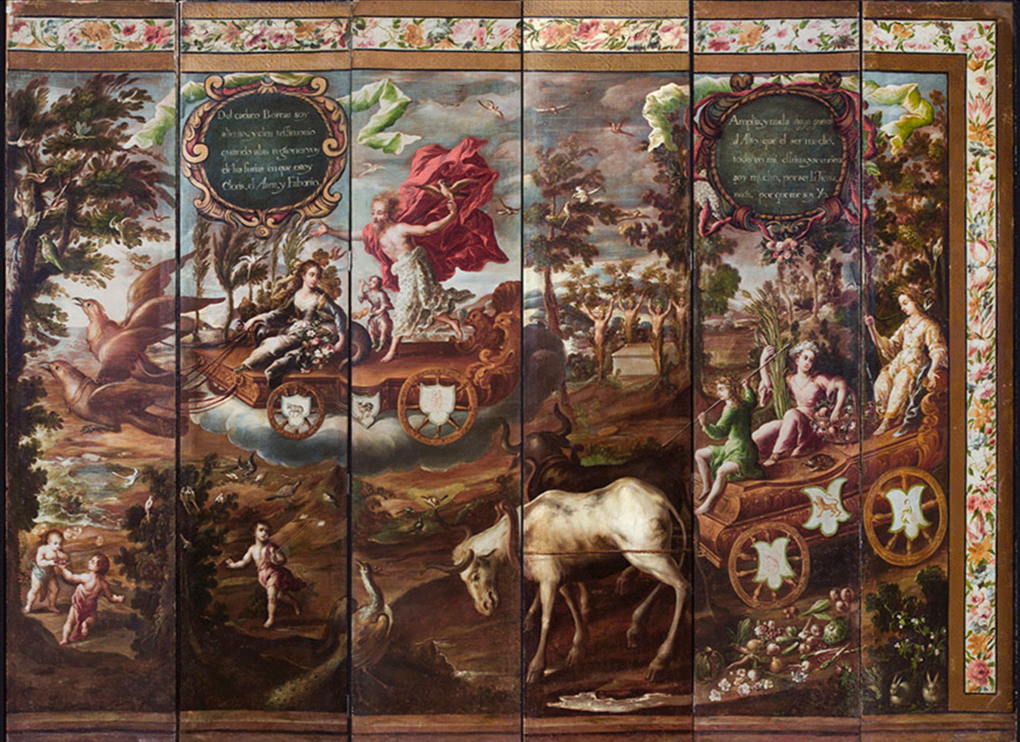
Biombo Los elementos (Tierra y Aire), Museo Franz Mayer, Ciudad de México